# EL ARNA
«Ел Арна» (в переводе с казахского: «народный канал») — бывший казахстанский телевизионный киноканал, транслирующий отечественные художественные фильмы, документальные картины и сериалы снятые в Казахстане начиная с 1940-х годов. Входил в семейство телеканалов АО «Агентство „Хабар“».

## История
Создан 22 марта 2000 года как первый национальный канал, вещающий только на государственном языке и изначально назывался «Хабар-2». С сентября 2002 года сменил название на «Ел Арна» и временно перешёл только на русскоязычное вещания.
С 2008 года «Ел Арна» позиционировался как молодёжно-развлекательный канал. В эфир были запущены программы, отвечающие новой концепции, это познавательно-семейная программа «Формула семьи», ток-шоу «Спокойствие, только спокойствие», детская познавательная программа «Хочу быть», проект «Кызыкстан» с самыми популярными КВН-щиками Казахстана, программа «Самопознание», посвященная нравственно-духовному образованию, документальный цикл видеофильмов «Линия судьбы», программа Аружан Саин для молодых мам «Мамина школа» и многие другие. К тому же телеканал «Ел Арна» начал транслировать популярные турецкие и корейский сериалы.
18 марта 2014 года прекратил своё вещание по причине неокупаемости, так как собирал только 300 миллионов тенге против выделяемых двух миллиардов. На частоте канала «Ел Арна» стал вещать новостной телеканал 24KZ.
27 марта 2017 года новый телеканал «Ел Арна» торжественно открыл своё вещание в формате отечественного киноканала.
С 1 мая 2025 года прекратил вещание из-за объединения с телеканалом Хабар.
Свое вещание телеканал осуществляет через бесплатный пакет спутниковой системы OTAU TV, а также ретранслироваться кабельными операторами.

## Оформление

### Логотипы
За время своего существования телеканал сменил 5 логотипов.
- В 2000—2002 годах логотип представлял собой четыре волнистых линии, справа слово «Хабар 2» и логотип был жёлтого цвета. Находился в правом верхнем углу.
- В 2003—2008 годах логотип представлял собой тёмно-серый квадрат с буквами «ЕА», под ней подпись «Ел Арна». Находился там же.
- В 2008—2009 годах логотип представлял собой буква «Е» слева вверху, а буква «А» справа внизу, справа вверху жёлтый рубин, слева внизу зелёный рубин. Находился там же. В зависимости от времени года в логотипе могли меняться цвета рубинов (жёлтый и зелёный рубины — весенний, красный и фиолетовый — летний, жёлтый и оранжевый — осенний, а также синий и белый — зимний)
- В 2009—2014 годах использовался тот же логотип, но цвет рубина справа вверху изменился на фиолетовый, а цвет рубина слева изменился на жёлтый. Использовался уже постоянно и независимо от времени года. Находился там же. До осени 2009 года логотип был огромным. После осени 2009 года использовался моноверсия логотипа, уменьшенный в несколько раз.
- В 2017—2019 годах логотип представлял собой квадрат с закруглёнными углами справа вверху и слева внизу, в котором две пересечённые буквы «Е» и «А» голубого цвета. Находился там же.
- В 2019—2025 годах использовался тот же логотип, но надпись изменилась с кириллицы на латиницу. В эфире эмблема под углом. Находился там же.

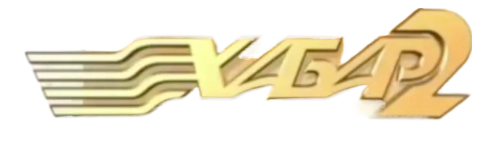
Первый логотип с 22 марта 2000 по 21 сентября 2002 года
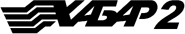
Первый логотип чёрного цвета
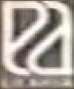
Третий логотип с 13 января 2003 по 29 февраля 2008 года
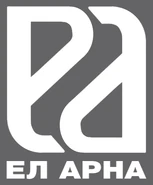
Третий логотип (2003-2008, реконструкция)
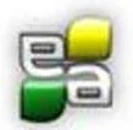
Четвёртый логотип с 1 марта 2008 по 31 мая 2009 года (использовался в эфире с 1 марта по 31 мая 2009 года)
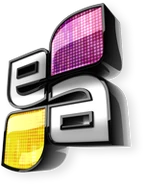
Пятый логотип с 1 июня 2009 по 18 марта 2014 года (использовался в эфире)
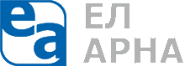
Шестой логотип с 27 марта 2017 по 27 марта 2019 года (использовался в эфире)
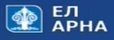
Альтернативный логотип
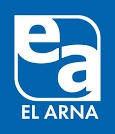
Седьмой логотип с 28 марта 2019 по 1 мая 2025 года
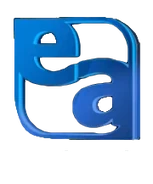
Седьмой логотип с эмблемой под углом (использовался в эфире до 3 марта 2021 года)
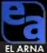
Седьмой логотип прямой (использовался в эфире с 1 сентября 2022 года до 1 мая 2025 года)